# A Wednesday! (phim)
A Wednesday! là một phim điện ảnh kinh dị, trinh thám, chính kịch được đạo diễn bởi Neeraj Pandey. Các vai diễn chính trong phim do Naseeruddin Shah và Anupam Kher thủ vai. Lấy thời gian từ 2 giờ chiều đến 6 giờ chiều vào một ngày thứ tư, phim tái hiện lại toàn bộ việc một sĩ quan cảnh sát (Anupam Kher thủ vai) tường thuật một  chuỗi những sự kiện luôn bị phát hiện đặc thù vào một ngày thứ tư. Tât cả đều không có sự ghi nhận bằng chứng nào. Việc phát giác ra những sự cố đó chỉ hiện hữu trong tâm trí anh và một số những cá nhân có dính líu đến dù vô tình hay hữu ý, và cả cách những sự việc này tác động đến cuộc sống của những người có liên quan. Phddaxlaf nguồn cảm hứng cho một phim tiếng Tamil tên Unnaipol Oruvan, phim Tiếng Telugu tên Eeenadu), cũng như một phim Hollywood A Common Man (đạo diễn bởi Chandran Rutnam cùng diễn viên Ben Kingsley hóa thân vào vai do Nasseruddin Shah và Ben Cross hóa thân bởi Anupam Kher trước đó).
Ở quốc tế, phim có doanh thu phòng vé tương đối thấp, đạt ngưỡng Rs. 340 triệu toàn cầu. Mặc dù việc quảng bá cho phim khá thấp, phim là một sự thành công của màn bạc quốc nội dựa trên những tán dương từ giới chuyên môn và những phê bình tích cực. Box Office India cho đây là một cú hit. Các nhà phê bình đánh giá cao phim vì một cốt truyện rất hiệu quả và cái kết đầy bất ngờ. Sau đó phim chiến thắng lượng lớn các giải thưởng bao gồm Giải thưởng Indira Gandhi cho Phim đầu tay của một đạo điễn xuất sắc nhất tại 56th National Film Awards.